# Roode Wald
Het kasteel Roode Wald stond in het Nederlandse dorp Angeren, provincie Gelderland.

## Naamgeving
De benaming verwijst waarschijnlijk naar een ‘gerooid woud’.
Er doet echter ook een sage de ronde die verwijst naar de Batavieren. Zij hadden eerst hun vee hier aan land gebracht, waarna ze een versterking bij het Roode Wald bouwden. Onder leiding van Angrinus verdedigden ze zich tegen de Romeinen of de Noormannen. De naamgeving Roode Wald zou verwijzen naar het bloedige gevecht.
De naam Roode Wald dook pas in 1679 voor het eerst op in een archiefstuk. In 1652 werd het Roode Wald op een kaart overigens vermeld als Sellers goet, naar de familie Seller die het destijds bewoonde.

## Geschiedenis
Het Roode Wald is waarschijnlijk in de 12e of 13e eeuw gesticht door de familie Van Angeren. In 1313 droegen ridder Stephan van Angeren en zijn echtgenote Aleid van Mytdagen akkerland over aan het klooster Gravendaal bij Goch. De familie liet Angeren achter zich en vestigde zich in Arnhem. In 1468 echter keerde Evert van Angeren toch weer terug naar het stamslot, nadat hij uit Arnhem was gevlucht. Het kasteel werd in de 16de eeuw verbouwd tot een edelmanshuis met trapgevel en boerderij.
In de 17e eeuw was het kasteel in eigendom van de familie Seller. Een kaart uit 1652 vermeldt het kasteel onder de naam ''Sr Sellers goet''. Het kasteel zal in deze eeuw tevens zijn verbouwd: de ruïne van het middeleeuwse kasteel werd omgebouwd tot een herenboerderij met trapgevel. In 1679 werd er door Gerarda van Lijnden beslag gelegd op de goederen van de Sellers en kwam het Roode Wald in bezit van Paull Reinier van Vinceler. Tussen 1712 en 1759 waren huis en boerderij van Peter Palm, kersenteler.
Na diverse wisselingen van eigenaar kwam Roode Wald vanaf 1809 in bezit van de familie Cock. Familie Cock liet het huis in 1863 verbouwen: de trapgevel verdween en het voor- en achterhuis werden onder hetzelfde zadeldak verenigd.
In 1869 kwam het goed terecht bij Anthony de Ruuk, wiens dochters het in 1894 overnamen maar vervolgens verpachtten aan de familie Hermsen. In 1944 werd de boerderij gebombardeerd, aangezien de geallieerden vermoedden dat het complex door Duitse troepen werd gebruikt. Het huis is hierbij overigens niet volledig verwoest.
In 1947 kocht de weduwe Hermsen het huis aan met de bijbehorende gebouwen en gronden. Zes jaar later werd een nieuwe boerderij gebouwd. Tevens werden de grachten gedempt en is de duiventil afgebroken.
Aalst · Aardenburg · Acquoy · Aerdt · Agistaldaburg · Ahof · Aldenhaag · Aller · Ambe · Ammersoyen · Ampsen · Andelst · Angeroyen · Appelburg · Appelse walburg · Appeltern · Arler · Baak · Babberich · Baer · Baerle · Bakerbosch · Balgoij · Barlham · Batenburg · Beek · Beerenclaauw · Bemmel · Bevervoorde · Bergh · Biljoen · Bingerden · Blankenborg (Laren) · Blankenborg · Blauwe Huis · Blokhuis (Ravenswaaij) · Boelenham · Boetselaersborg · Borculo · Boswaai · Brakel · Den Brakel · Den Bramel · Bredevoort · Broekhuizen · Bronkhorst · Bruchem · Bruinhorst · Brunsberg · Bulkestein · Bunswaard · Burcht van Tiel · Buren · De Buurse · Byland · Byvanck · Caetshage · Camphuysen · De Cannenburch · de Cloese · Coldenhove · Culemborg · Dedinckweerd · Delwijnen · Didam · Diepenbroek · Hof te Dieren · Huis Dijck · Dikke Tinne · Doddendaal · Dodewaard · Doornenburg · Doornik · Doorwerth · Dooyenburg · Dorth · Doseburg · Drakenburg · Dreumel · Druten · Duivelshuis · Eerbeek · De Ehze · Elburg · Eldrik · Emmerik · Engelenburg · Groot Engelenburg · Engelrode · Enghuizen · Enspijk · De Essenburgh · Essenpas · Est · Fokkinck · Gameren · Geerestein · Geldermalsen · De Gelderse Toren · Geldersweerd · Gellicum · Gendt · Gennepestein · Glindhorst · Goudenstein · ‘s-Grevenhoef · Groot Hell · Groenlo · Groesbeek · Huis te Groesbeek · Grunsfoort · Gulden Spijker · Hackfort · Hackforts Veenhuis · Hagen · Hagevoort · Hamerden · Hanepol · Harreveld · Harslo · Hassink · Het Haveke · Hedel · Heeckeren · De Heegh · Hees · De Heest · Hellouw · Hemmen · Hernen · Motte van Hernen · Heumen · Heusden · Hoekelum · Hoekenburg · De Hoeve · De Hof · Hof d'Ooy · Hof van Arkel · Huis het Holt · Holthuis · Het Holtslag · Ter Horst · Houberg · St. Hubertus · Huissen · Hulhuizen · Hulkestein · Hulsen · Hunneschans bij De Duno · Hunneschans bij Uddel · Jonker Bloo · 't Joppe · De Kamp · Karssenberg · Kemnade · Keppel · Kermestein · Kernhem · Kervel · Kiefskamp · De Kinkelenburg · Klein Enghuizen · Kleverburg · Kortenhoeve · Laag Helbergen · Lakenburg · Landfort · Langen · Latenstein · De Lathmer · Lathum · Ter Lede · Leegpoel · Leemcuyl · Leeuwen · Leeuwenbergh · Lensenburg · Lent · Leur · Leuvenum · Leyenburg · Lichtenvoorde · Lievenstein · Loenen · Loevestein · Loil · Loowaard · Luynhorst · Hof te Maasbommel · Magerhorst · Malburgen · Malderburcht · Malsen · Manhorst · Marhulsen · De Marsch · Marveld · Mathena · Maurik · Medel · Medestein · 't Medler · Meinerswijk · De Mellard · Mensink · Mergelp · Meteren · 't Meyerink · Middachten · Millingen · Mussenberg · Nagelhorst · Nederhagen · Nederhemert · Neerijnen · Huis Neerijnen · De Nesch · Nettelhorst · Nieuwe Blokhuis ·  Nijburg · Nijenbeek · Old Putten · Notenstein · Nye Huis · Olde Spijker · Oldenaller · Oldenhof (Driel) · Oldenhof (Heteren) · De Ooij · Oolde · Oud Oolde · Oosterhout · Ophemert · Opijnen · Oud Ampsen · Oude Blokhuis · Het Oude Loo · Oude Voorst · Oudenborch · Oud-Wisch · Huis te Overasselt · Overeng · Overhagen · Overlaar · 't Oye · Palmestein · De Parck · Persingen · Plekenpol · Ploen · Pluimenburg · Poederoijen · Poelwijck · Poelwijk · De Pol (Dreumel) · Huis de Poll (Huis te Gietelo) · De Poll (Huissen) · Pollenbering · Pollenstein · Puttenstein · Het Raasink · Ravenhorst · De Rees · Ressen · Reuversweerd · Reygersfoort · Rhijnestein · Huis Rijswijk · Rode Toren · Roode Wald · Rosande · Rosendael · Rossum · Rumpt · Ruurlo · Rijsselt · Schadewijk · Schaffelaar · Scherpenzeel · Schoonbroek · Schoonderbeek · Schoonenburg · Schuilenburg · Schuilkerke · Hof te Seelbeek · Sevenaer I · Sevenaer II · Sinderen (Oude IJsselstreek) · Sinderen (Voorst) · Slangenburg · Sleeburg · Slimsijp · De Snor · Soelen · Spaansweerd · Spaldorp · Spijk · Staverden · Sterkenburg · Swanepol · Tarthorst · Teisterbant (Kerk-Avezaath) · Teisterbant (Kerkdriel) · Ter Dicke · Tolhuis · Tolhuis (Tiel) · Tollenburg · Tongerlo · Toren van Wely · Tuil · Ubbergen · Uilenburg (Ewijk) · Uilenburg (Heteren) · Ulenpas · Ulft · Upladen · Valburg · Valkhofburcht · Valkhofpalts · Vanenburg · Varik · Hof te Varsseveld · 't Velde · Velhorst · Verwolde · Vierakker · De Voorst · Voorstonden · Vorden · Vosbergen · Vredenburg · Vredestein (Driel) · Vredestein (Ravenswaaij) · Vuren · Waardenburg · Waddestein · Wadenoijen · Waede · Wageningen · Walfort · 't Waliën · De Wardt · Watergoor · Watermeerwijk · Wayenstein (Huis te Herwijnen) · Well (Huis van Malsen) · Weijenrade · Westenburg · Westerholt · Weurt · De Wiersse · Wijenburg (Echteld) · De Wildenborch · De Wildt · Wilp · Wilperhorst · Winssen · Wisch · Wychen · Wolfswaard · Woolbeek · Yrst · IJzendoorn · Zeeland · Zilveren Spijker · Zuilichem · Zwaluwenburg · Zwanenburg (Heerde) · Zwanenburg (Megchelen)